# Контросвітлення

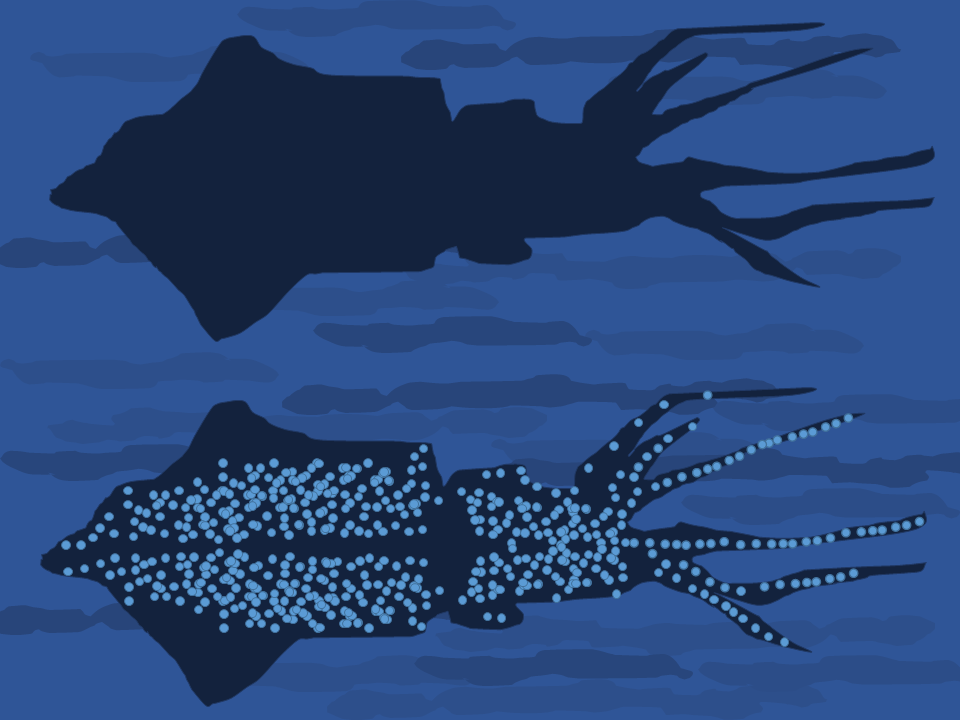
Принцип роботи контросвітлення у кальмара-світлячка (Watasenia scintillans)

Контросвітлення — активний метод камуфляжу, при якому тварина (або військова техніка) випромінює світло для того, щоб відповідати рівню освітленості фону, наприклад, поверхні океану або небу. Це відрізняється від пасивного методу контрзатінення, при якому для усунення природного ефекту затінення використовується лише пігментне забарвлення, нанесення фарби на техніку або наявність меланіну в шкірі тварин. Додаючи необхідну кількість світла, завдяки здатності до біолюмінесценції або за допомогою електричних ламп, контросвітлення може дозволити створити відповідну яскравість, що збігається з освітленням фону, що є більш ефективним. Оскільки контрілюмінація дозволяє змінювати інтенсивність генерованого світла, камуфляж можливо активно підлаштуватися до умов освітленості.
Контросвітлення є одним з основних методів камуфляжу морських організмів, що поєднується з прозорістю і срібленням. Всі ці методи роблять тварин у відкритій воді подібними до середовища.

## Військове застосування

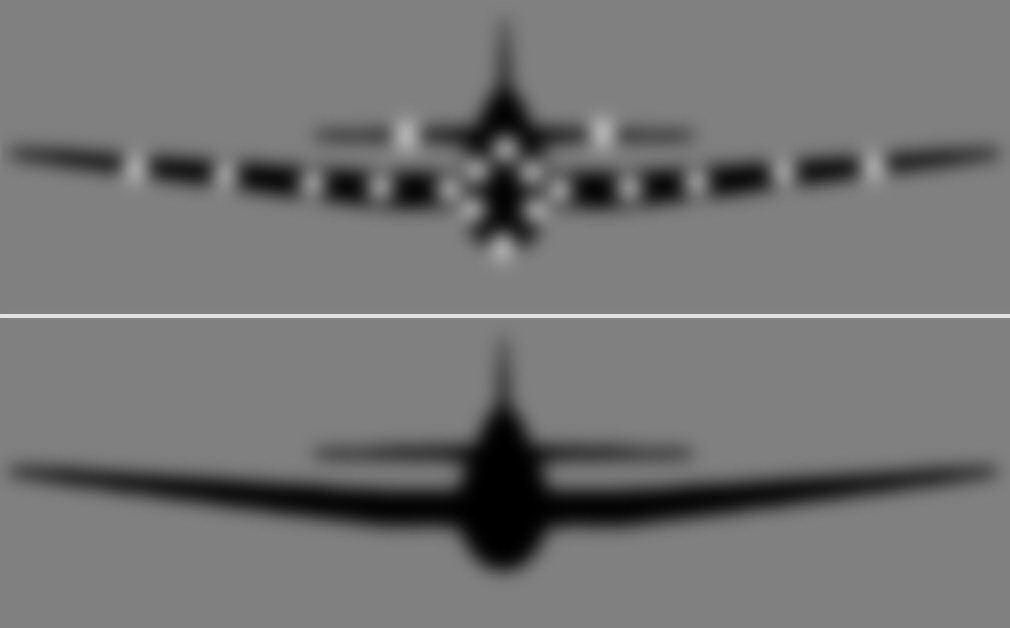
Підсвітка «Вогні Єгуди» на літаку Grumman TBF Avenger дозволяла збільшити загальну яскравість літака, щоб зробити його більш подібним до фону неба.

Контрілюмінація рідко використовувалася для військових цілей. Під час Другої світової війни Національна дослідницька рада Канади випробовувала камуфляж розсіяного освітлення. Він досягався шляхом проєктування світла на борт корабля, завдяки чому яскравість його силуету наближається до слабкої освітленості нічного неба.
Канадська концепція була випробувана на американських літаках, таких як B-24 Liberators і Grumman TBF Avenger у рамках проєкту Вогні Єгуди, в якому використовувалися направлені вперед лампи, що автоматично налаштовувалися до рівня освітленості неба.